# Duston Bank
Duston Bank – ławica (bank) w kanadyjskiej prowincji Nowa Szkocja, w hrabstwie Halifax, na wschodnim wybrzeżu zatoki St. Margarets Bay (44°38′21″N, 63°55′56″W); nazwa urzędowo zatwierdzona 20 października 1975.